# 改革の会

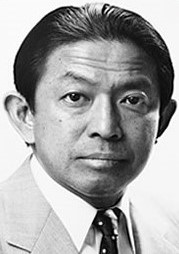
代表の西岡武夫

改革の会（かいかくのかい）は、かつて存在した日本の衆議院における院内会派。
改革の会は1993年6月に自由民主党を離党した鳩山邦夫と、政治改革四法の対応をめぐって自由民主党執行部に不満を持ち1993年12月に自由民主党を離党した西岡武夫、石破茂、笹川尭、大石正光ら総勢5名が集まって1994年1月に結成された。代表には西岡が就いた。
1994年4月25日に成立した羽田内閣には与党として参加し、鳩山邦夫を労働大臣として送り出している。同日、改革の会は新生党、日本新党、民社党、自由党（柿沢自由党）らの党とともに院内会派である改新に合流した。
なお、改革の会の主要メンバーは旧改革の会として同年7月に自由民主党離党組の高志会、新党みらい、自由党（柿沢自由党）とともに政党連合である自由改革連合に参画している。